# Den kære Tobak
|  | Denne artikel er oprettet af botten Steenthbot ud fra en ekstern database. Den kan derfor have sproglige fejl eller mangler. Denne skabelon kan fjernes efter kontrol af indholdet. |

Den kære Tobak er en dansk dokumentarfilm fra 1927 instrueret af Bagge Andersen.

## Handling
Tobakkens og Amerikas historie. Indianere i krig med nybyggere. Tobakkens indtog i Europa. Areal ryddes (i Amerika eller Vestindien) til tobaksdyrkning. Planterne passes og plukkes og sendes til Europa. I Esbjerg modtages tobakken på FDBs fabrik.